# Тайгль, Георг
Георг Тайгль (нем. Georg Teigl; род. 9 февраля 1991, Вена) — австрийский футболист, защитник клуба «Аустрия» (Вена).

## Клубная карьера
Тайгль начал свою карьеру в юношеских школах городов Габлиц и Пуркерсдорф, а после оказался в молодёжной команде «Санкт-Пёльтена». В ней он отыграл с 2005 по 2009 год, пока не перешёл в зальцбургский «Ред Булл» и был сразу включён в состав фарм-клуба, выступавшего в тот момент в первой австрийской лиге.
Свой первый профессиональный матч Георг провёл 14 июля 2009 года против клуба «Ваккер» (Инсбрук), завершившегося поражением «Ред Булла» со счётом 2-1. В этой встрече Тайгль начал игру в стартовом составе и был заменён на 63 минуте на Марко Майлингера.
По результатам сезона 2009-10 вторая команда «Ред Булла» вылетела в австрийскую Регионаллигу, но Тайгль остался с командой. 7 января 2011 года он продлил контракт с командой, несмотря на интерес со стороны «Ваккера».
Георг дебютировал в австрийской Бундеслиге 16 апреля 2011 года в матче против «Штурма» из города Грац, выйдя на замену в перерыве между таймами вместо Якоба Янчера. За отведённое время Тайгль сумел отметиться голевой передачей на бразильского нападающего Алана. После этого в весенней части сезона 2010/11 он провёл ещё 7 встреч. 21 июля 2011 года состоялся дубют Тайгля в Лиге Европы, где «Ред Буллу» противостоял лиепайский «Металлург». 2 октября 2011 года он забил свой первый гол в австрийской Бундеслиге на 62-й минуте матча с «Аустрией», сделав счёт 2-2, что, однако, не спасло «Ред Булл» от поражения. В свой первый полный сезон Георг выиграл с командой Бундеслигу и Кубок Австрии.
В сезоне 2012/13 Рогер Шмидт активно привлекал его к играм основы, и по итогам сезона Тайглю удалось провести 33 матча и забить 5 мячей. Однако, после усиления команды Йорди Рейной и Марко Майлингером Тайгль не выдержал конкуренции на позиции правого атакующего полузащитника и за сезон 2013/14 появился на поле всего пять раз на замену.
Недостаток игровой практики привёл к переходу Георга в «РБ Лейпциг» 14 января 2014 года, выступавшего на тот момент в Третьей лиге Германии. Заключённый с ним контракт был рассчитан до лета 2015 года. Хотя до этого Тайгль выступал преимущественно в качестве флангового полузащитника, в «РБ Лейпциг» его начали использовать на позиции правого защитника. По итогам сезона 2013/14 «РБ Лейпциг» занял второе место и вышел во вторую Бундеслигу.

## Карьера в сборной
Тайгль неоднократно привлекался к играм за различные сборные Австрии различных возрастов. В 2010 году он принял участие в юношеском Чемпионате Европы и помог сборной опередить в группе команду Нидерландов, что позволило австрийцам отобраться на грядущий молодёжный Чемпионат мира, на котором Георг также был включён в состав команды. На том турнире Тайгль сыграл в двух встречах против Бразилии и Панамы и в ходе обоих был заменён во вторых таймах.